# Гресь Ярослава Олегівна
Ярослáва Олéгівна Гресь (нар. 8 грудня 1982, Київ), у шлюбі Федорів — українська громадська діячка, піарниця, маркетологиня, журналістка та блогерка. Керівниця проєкту «Парк корупції» Антикорупційної ініціативи Європейського Союзу в Україні. Організаторка проєкту Музей новин в Україні. Співзасновниця піар-агенції Gres Todorchuk. Була наймолодшим у світі редактором журналу про зірок HELLO (Україна). Входить у ТОП-100 блогерів України. У 2018 році увійшла у рейтинг «100 найвпливовіших жінок України» за версією журналу Фокус, координаторка платформи UNITED24.

## Біографія
Народилася 8 грудня 1982 року в Києві. Середню освіту здобула у столичній гімназії № 117 імені Лесі Українки. Закінчила спеціальність «журналістика» Київського міжнародного університету. Виросла в журналістській сім'ї: дідусь по батьковій лінії Іван Григорович Гресь є відомим українським журналістом, володарем престижної нагороди «Золоте перо». 
Професійну кар'єру розпочала в 17 років у журналі «Екран тижня». Була дописувачкою газети «Бізнес», «Галицькі контракти», журналів MAX, Cosmopolitan, ELLE, Vogue. Протягом 5 років працювала в журналі «Телегід», де пройшла шлях від позаштатної журналістки до головної редакторки. У 2007 отримала пост головної редакторки в найстаршому у світі журналі про зірок HELLO (Україна). Очолювала журнал до 2009 року. За півтора року роботи у виданні здійснила серію масштабних фотопроєктів, серед яких «Зірки сміються», що залишається найбільшим в Україні. В 2010 році заснувала агенцію Agentstvo разом з братом Олександром Тодорчуком, яка займалась проєктами у сфері культури, моди, мистецтва та шоу-бізнесу. Серед проєктів того часу: гастролі Cirque du Soleil в Україні та перший міжнародний фестиваль сучасної скульптури культурний проєкт України Kyiv Sculpture Project.

## Громадська діяльність

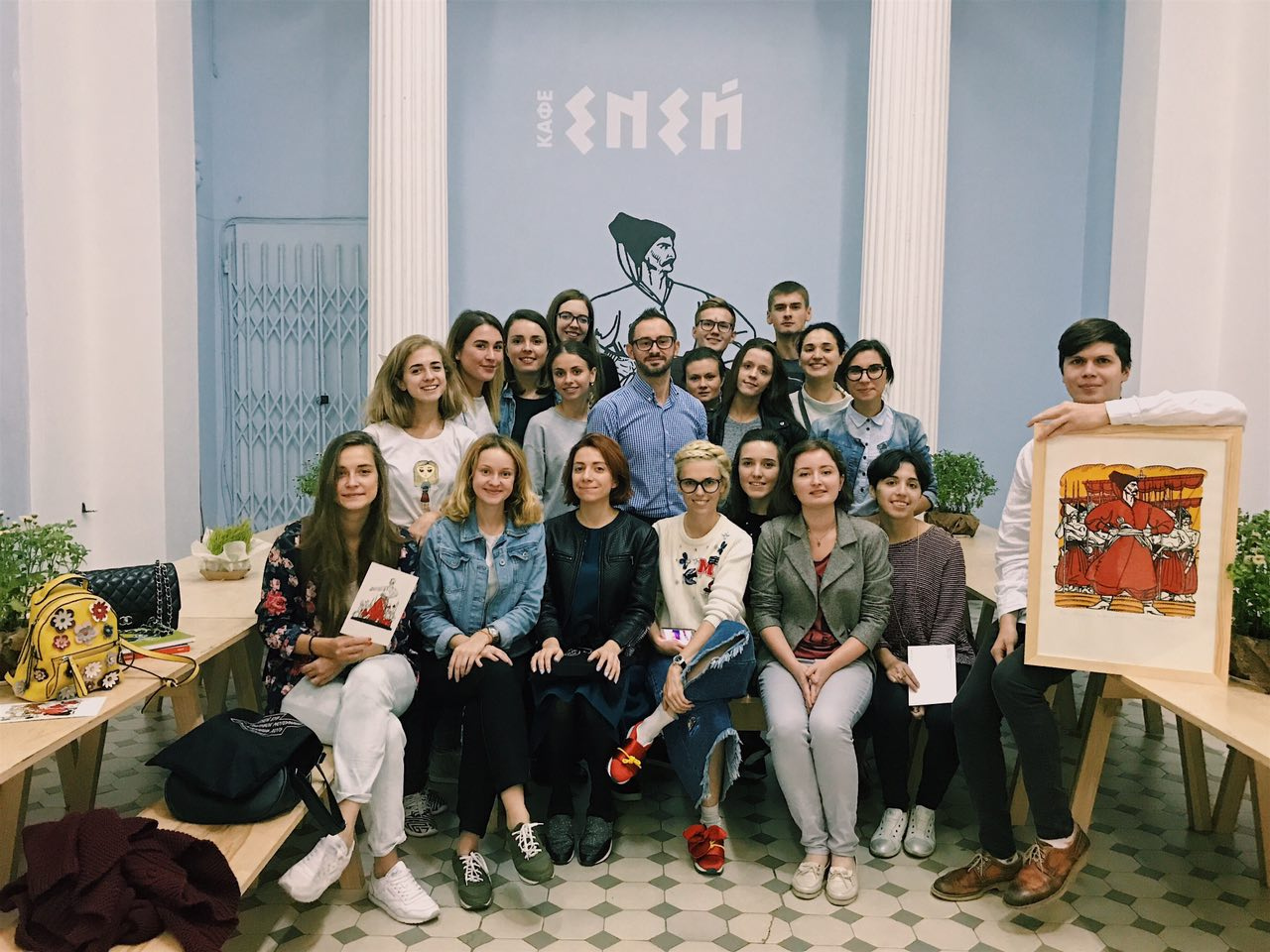
Команда Gres Todorchuk PR в Національному художньому музеї України

Після подій Євромайдану агенція змінила назву на Gres Todorchuk PR та зосередилася лише на реалізації культурних, освітніх та соціальних ініціатив. З того часу компанія реалізувала більш як 40 проєктів. Серед найбільших проєктів агенції: «Музей новин», фотопроєкт «Щирі», присвячений українському костюму (зібрані 200 000 гривень пішли на потреби Волонтерської сотні), «#тіщовражають», «#дякуютато», #EUROMAIDAN — History in the Making, проєкти для Ґете-Інституту, Польського інституту та інші.
Ярослава Гресь активно займається благодійністю, розвиває філантропічні місії родин, ініціювала понад 30 благодійних акцій. Організувала акцію #21деньбезнарікань, прочитавши про теорію американця Вільяма Бовена, що пропонує прожити 21 день без скарг, критики чи пліток, носячи на руці бузковий браслет з написом «Світ без скарг». В разі недотримання умов вдягти браслет на іншу руку та знову почати відлік днів. Метою акції було не просто протриматись 21 день без нарікань, а навчитися жити без них після закінчення трьох тижнів. До ініціативи долучилися понад 2000 людей з різних країн світу.
У березні 2021 року Ярослава Гресь увійшла до чільної п'ятірки найвидатніших українок сучасності за результатами опитування глядацької аудиторії телеканалу «Дім».
У квітні 2022 року долучилась до United24, як координаторка платформи до червня 2024 року.

## Проєкти Gres Todorchuk

### «Парк корупції»
«Парк корупції» — перший в Україні інтерактивний проєкт, покликаний привернути увагу широкої аудиторії до проблеми корупції та у форматі edutainment (від education — освіта та entertainment — розвага) розповісти про корупцію як явище, її історію та успішні кейси її подолання. Проєкт працював у Національний ботанічний сад імені Миколи Гришка НАН України 1-30 червня 2018 року та складався з 9 надувних шатрів площею 700 м², які розповідали про те, як працює топ-корупція в Україні, чим живуть корупціонери, як і хто протидіє топ-корупції і як її подолати.

### «Щирі»
«Щирі» — зірковий фотопроєкт, присвячений українському національному вбранню та його популяризації. Усі кошти від реалізації проєкту (близько 610 тисяч гривень) було передано на благодійність — Київському військовому шпиталю для лікування поранених на фронті бійців, «Волонтерській сотні» Українського католицького університету, а також на культурні проєкти, зокрема Музею народної творчості Михайла Струтинського, Новоайдарському краєзнавчому музею та Національному центру народної культури «Музей Івана Гончара». У проєкті взяли участь такі відомі в Україні діячки та діячі мистецтва, як Ада Роговцева, Джамала, Тіна Кароль, Наталія Жижченко, Дмитро Шуров, Ганна Різатдінова, Ольга Фреймут та інші.
Окрім України, виставки світлин, створених у межах проєкту, відкрили в польській Варшаві та чеських містах Прага та Хрудім.

### «Музей новин»

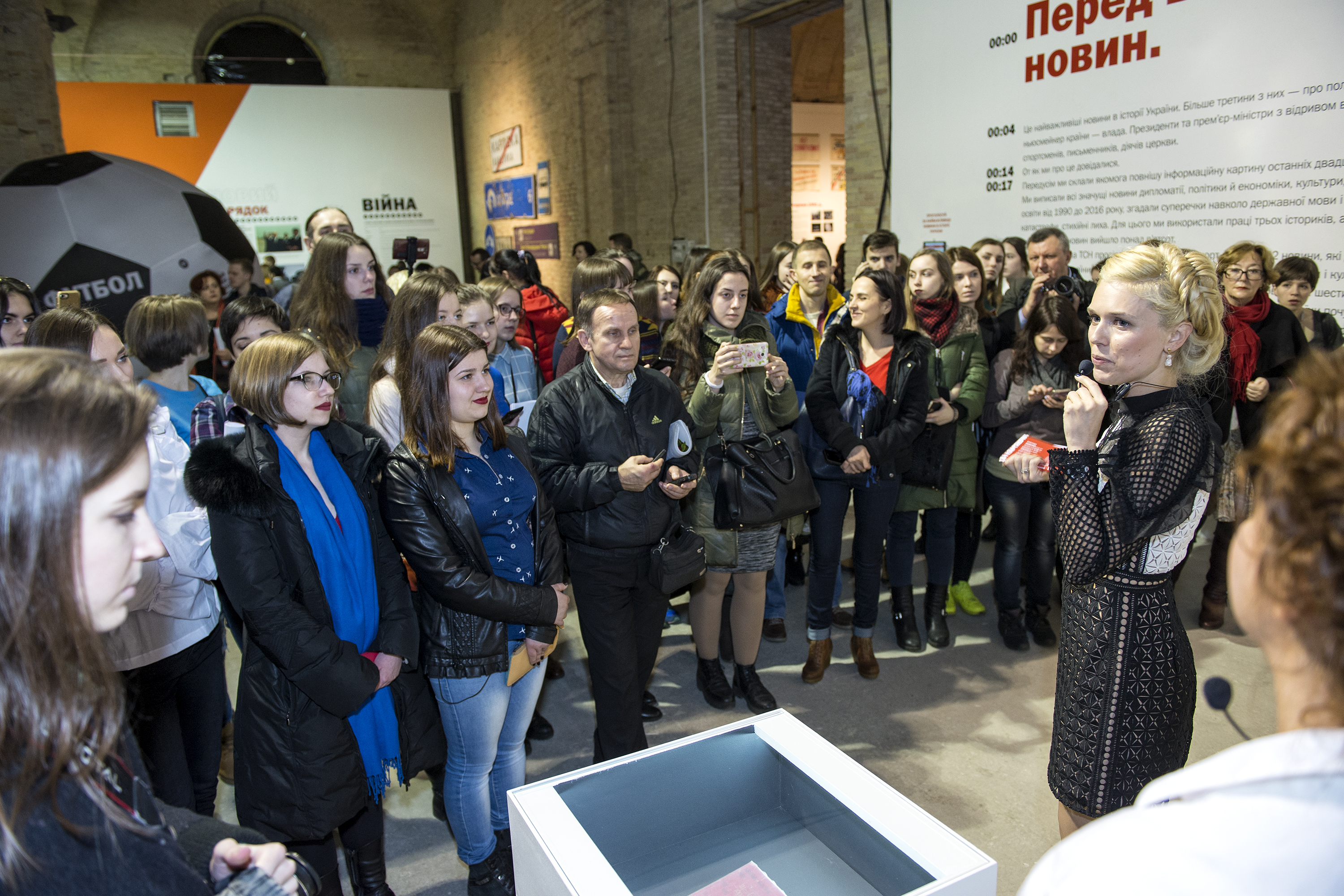
Ярослава Гресь веде екскурсію у Музеї новин

Один із найбільш відвідуваних виставкових проєктів в історії України, який відвідало понад 100 000 людей за 3 тижні роботи. Музей новин отримав нагороди на міжнародних преміях European Excellence Awards та PromaxBDA Awards, українській Effie Awards та увійшов до шорт-листа Shorty Social Good Awards. Проєкт проходив у «Мистецькому арсеналі» з 3 до 26 березня 2017 року. Присвячений 20-річчю роботи «Телевізійної служби новин» каналу «1+1». Кожна зала розповідала відвідувачам про головні новини України за 26 років незалежності, знайомила із механікою телевиробництва, розповідала про ролі журналіста, оператора, ведучого та інших учасників виробництва новин, а також демонструвала вплив новин на суспільство і окремих людей. Серед експонатів «Музею новин» — унікальні артефакти, більшість з яких раніше ніколи не виставлялись: легендарний прапор Чорновола, чернетка Акта проголошення незалежності України, космічний «Кобзар» Леоніда Каденюка, тріумфальні статуетки з «Євробачення» Джамали та Руслани, чемпіонський пояс WBC Віталія Кличка, турбіна літака-рекордсмена Ан-225 «Мрія» та інші.

### #дякуютато
Проєкт #дякуютато підняв тему відповідального татівства та закликав чоловіків змінити ставлення до ролі батька у вихованні дітей. У соціальних мережах стартував флешмоб: користувачі публікували історії про своїх тат. За 48 годин вийшло більш як 500 публікацій, серед яких Анни Завальської та Олени Шоптенко. Також була організована «Конференція справжніх татусів», учасники якої обговорювали тему відповідального татівства та роль чоловіка у вихованні дітей, ділились досвідом та визначили правила сучасного батька. Серед учасників конференції були телеведучий Андрій Шабанов, маркетолог Андрій Федорів, ресторатор Дмитро Борисов, генеральний продюсер Ukrainian Fashion Week Володимир Нечипорук та інші. Проєкт отримав гран-прі 10-го Національного фестивалю соціальної реклами.

### Велике грузинське застілля
Метою гастрономічного фестивалю «Велике грузинське застілля з Borjomi» було відтворити на території Ботанічного саду ім. Гришко в Києві 12 регіонів однієї з найколоритніших країн світу — Грузії, а також розвиток та зміцнення міжкультурних відносин. За два дні фестиваль зібрав більш як 45 тисяч відвідувачів і став одним з наймасовіших гастрономічних подій в історії України.

### Сила підпису
Квест-музей «Сила підпису» — експозиція, що поєднала гру та урок історії. Проект створено агенцією Gres Todorchuk до 15-річчя юридичної фірми Sayenko Kharenko. Квест-музей працював з 28 листопада по 29 грудня 2019 року в галереї мистецтв «Лавра».
Основною ідеєю «Сили підпису» стала демонстрація того, як один підпис здатен змінити життя людей, держав та всього світу в цілому. В рамках гри відвідувачі мали розгадати, ким були люди, що поставили підпис під ключовими документами в історії світу та України, а також дізнатися, як склалася їхня доля. В цілому «Сила підпису» складалася з 4 квестових зони: «Світ», «Україна», «Людина» та «Цифра». Окрім того, в експозиції були представлені оригінали численних історичних документів, а також реконструйовані події 7—8 грудня 1991 року, коли підписано Біловезьку угоду та поставлено крапку в історії СРСР. На виставці було представлено низку унікальних експонатів, серед яких печатка Центральної Ради та Четвертий універсал, роботи Енді Воргола та Сальвадора Далі, автографи Мерілін Монро та Альберта Ейнштейна.

### Ukraine WOW
Ukraine WOW — інтерактивна виставка, створена агенцією Gres Todorchuk для «Укрзалізниці» з нагоди відкриття нового виставкового простору на Центральному залізничному вокзалі Києва. Проходила з 14 листопада 2019 року по 12 березня 2020 року. Ukraine WOW стала наймасштабнішим виставковим проєктом України — за чотири місяці його відвідали понад 333 тисячі людей, що дозволило виставці увійти до Національного реєстру рекордів України.

### Чорнобиль. Подорож
Проєкт «Чорнобиль. Подорож», присвячений одній з найбільших техногенних катастроф у світі, було створено Міністерством захисту довкілля та природних ресурсів України разом із Державним агентством України з управління зоною відчуження та Міністерством культури та інформаційної політики. Ініціатива створення належала Офісу президента України, розробкою загальної концепції та проєкту в цілому займалася агенція Gres Todorchuk. 26 квітня 2021 року відбулося попереднє відкриття виставки для генерального директора МАГАТЕ Рафаеля Гроссі, президента України Володимира Зеленського та преси.
Мультимедійна виставка «Чорнобиль. Подорож», що тривала з 5 травня по 15 липня 2021 року, складалася з сімох смислових блоків, де було представлено архівні світлини, відеоматеріали та роботи світових митців (зокрема видатної української художниці Марії Примаченко), присвячені Чорнобилю. Відвідувачі могли потрапити до Чорнобиля й дослідити його завдяки технологіям віртуальної реальності, дізнатися історії очевидців аварії та людей, чиї долі пов'язані з катастрофою, а також записати свої спогади та переживання у відео- або аудіоформаті. Місцем проведення виставки було обрано павільйон № 1 Національного експоцентру України.

## Родина
Батько — Гресь Олег Іванович, журналіст.
Мати — Гресь Юлія Михайлівна, педагогиня.
Брат — Тодорчук Олександр Валерійович, співзасновник Gres Todorchuk PR, громадський діяч.
Чоловік (з 2015) — Федорів Андрій Володимирович, маркетолог, засновник міжнародної маркетингової компанії FEDORIV.
Дочки — Ярина, Катерина, Іванна. Син — Лука.

## Цікаві факти
- За період 2014—2016 зібрала понад 1 мільйон гривень для благочинних цілей.[джерело?]
- Наймолодший у світі головний редактор журналу[53] HELLO! — 24 роки.
- Агенція Gres Todorchuk PR — єдина в Україні, що займається виключно культурними та соціальними проєктами.[джерело?]
- Входить у ТОП-100 блогерів України[4].
- Є менторкою, тренеркою особистісного зростання благодійного проєкту «Я зможу» [Архівовано 30 березня 2018 у Wayback Machine.].